# Liste der denkmalgeschützten Objekte in St. Nikola an der Donau
Die Liste der denkmalgeschützten Objekte in St. Nikola an der Donau enthält die 17 denkmalgeschützten, unbeweglichen Objekte in St. Nikola an der Donau.
Bei der Verfassung der Beschreibungen der einzelnen Objekte wurden im Wesentlichen die Informationen der Homepage von St. Nikola an der Donau verwendet.

## Denkmäler
| Foto  |                 | Denkmal                                                                                                 | Standort                                                    | Beschreibung | Metadaten |
| ----- | --------------- | --- | ----------------------------------------------------------- | --- | --- |
| ja    | Datei hochladen | Strasserkapelle HERIS-ID: 20934 Objekt-ID: 17242                                                        | Sarmingstein Standort KG: St. Nikola an der Donau           | Die Strasserkapelle befindet sich östlich des Ortsteils Sarmingstein an der Donau(-ufer)-straße B 3 und erinnert an den ehemaligen Besitzer der Steinbrüche in Gloxwald. | BDA-Hist.: Q37857050 Status: § 2a Stand der BDA-Liste: 2025-06-30 Name: Strasserkapelle GstNr.: 720/2                                                                                       |
| ja BW | Datei hochladen | Ruine Sarmingstein HERIS-ID: 20931 Objekt-ID: 17239                                                     | Sarmingstein Standort KG: St. Nikola an der Donau           | Die mittelgroße Anlage lag hoch über dem Markt auf dem Schlosskogel auf zwei hintereinander liegenden, steil aufragenden Felsblöcken, nördlich des Stumpfes des quadratischen Bergfrieds stammen die Reste wohl aus dem 13./14. Jahrhundert, südlich geringe Mauerreste der Hochburg. Um die Anlage herum befand sich eine Ringmauer aus der ersten Hälfte des 16. Jahrhunderts.                                               | BDA-Hist.: Q15108348 Status: § 2a Stand der BDA-Liste: 2025-06-30 Name: Ruine Sarmingstein GstNr.: 688/1 Burgruine Sarmingstein                                                             |
| ja    | Datei hochladen | Kath. Filialkirche hl. Kilian und Friedhof HERIS-ID: 20930 Objekt-ID: 17238seit 2012                    | Sarmingstein 33b Standort KG: St. Nikola an der Donau       | Eine vierjochige Saalkirche mit romanischem Ursprung und Umbau um 1700. Der quadratische Chor ist etwas niedriger als das Langhaus und bildet mit der Sakristei einen einheitlichen Baukörper. 1970 wurde die historische Einrichtung entfernt. Vermutlich um 1147 Sitz des Augustinerklosters Säbnich, das um 1160 nach Waldhausen verlegt wurde.                                                                             | BDA-Hist.: Q37856975 Status: Bescheid Stand der BDA-Liste: 2025-06-30 Name: Kath. Filialkirche hl. Kilian und Friedhof GstNr.: .75, .182, 657                                               |
| ja    | Datei hochladen | Mittelalterliche Befestigungsanlage (Mautsperre) HERIS-ID: 112492 Objekt-ID: 130687seit 2015            | östlich Sarmingstein 7 Standort KG: St. Nikola an der Donau | Von der mittelalterlichen Anlage ist insbesondere der Rundturm noch erhalten, der einer der letzten Mauttürme im Donauraum ist. | BDA-Hist.: Q14540817 Status: Bescheid Stand der BDA-Liste: 2025-06-30 Name: Mittelalterliche Befestigungsanlage (Mautsperre) GstNr.: 682, 684 Turmruine Sarmingstein                        |
| ja    | Datei hochladen | Wohnhaus, ehemalige Hammer- und Ankerschmiede Exenberger HERIS-ID: 20928 Objekt-ID: 17236               | Sarmingstein 16 Standort KG: St. Nikola an der Donau        | Das Gebäude trägt die Jahreszahl 1899. | BDA-Hist.: Q37856954 Status: § 2a Stand der BDA-Liste: 2025-06-30 Name: Wohnhaus, ehemalige Hammer- und Ankerschmiede Exenberger GstNr.: .103                                               |
| ja    | Datei hochladen | Aufnahmsgebäude, Bahnhof Sarmingstein HERIS-ID: 20937 Objekt-ID: 17245                                  | Sarmingstein 30 Standort KG: St. Nikola an der Donau        | Das Aufnahmsgebäude des 2009 stillgelegten Bahnhofs wurde um 1910 für die Bahnstrecke von Grein nach Krems erbaut. | BDA-Hist.: Q37857079 Status: Bescheid Stand der BDA-Liste: 2025-06-30 Name: Aufnahmsgebäude, Bahnhof Sarmingstein GstNr.: 1014/11 Aufnahmsgebäude Bahnhof Sarmingstein                      |
| ja    | Datei hochladen | Spital/Ambulatorium, Rathaus/Gemeindeamt HERIS-ID: 20901 Objekt-ID: 17208                               | St. Nikola 1 Standort KG: St. Nikola an der Donau           | Ein Spital ist in St. Nikola bereits im 12. Jahrhundert erwähnt, von 1900 bis 1989 war in dem Gebäude das Gemeindeamt von St. Nikola untergebracht. | BDA-Hist.: Q37856763 Status: § 2a Stand der BDA-Liste: 2025-06-30 Name: Spital/Ambulatorium, Rathaus/Gemeindeamt GstNr.: .1                                                                 |
| ja    | Datei hochladen | Volksschule HERIS-ID: 20902 Objekt-ID: 17209                                                            | St. Nikola 3 Standort KG: St. Nikola an der Donau           | Das Schulgebäude dient neben seinen schulischen Zwecken jährlich am 6. Dezember als Standort für das Sonderpostamt St. Nikola. | BDA-Hist.: Q37856793 Status: § 2a Stand der BDA-Liste: 2025-06-30 Name: Volksschule GstNr.: .12                                                                                             |
| ja    | Datei hochladen | Flur-/Wegkapelle HERIS-ID: 20905 Objekt-ID: 17212                                                       | östlich St. Nikola 3 Standort KG: St. Nikola an der Donau   | Die Wegkapelle befindet sich in einer Weggabelung östlich unterhalb der Pfarrkirche und gegenüber der Volksschule. Die Giebelkapelle ist mit der Jahreszahl 1911 bezeichnet. Die Figur des hl. Johannes Nepomuk stammt aus der zweiten Hälfte des 18. Jahrhunderts. | BDA-Hist.: Q37856811 Status: § 2a Stand der BDA-Liste: 2025-06-30 Name: Flur-/Wegkapelle GstNr.: 968/2                                                                                      |
| ja    | Datei hochladen | Kath. Pfarrkirche Hl. Nikolaus HERIS-ID: 20913 Objekt-ID: 17220                                         | St. Nikola 15 Standort KG: St. Nikola an der Donau          | Der aus romanischer Zeit stammende Kirchenbau erhielt in späteren Jahren mehrere Zubauten und wurde öfter umgebaut. Er steht auf einer erhöhten Geländestufe und ist daher seit jeher keiner Hochwassergefahr ausgesetzt. Die Kirche diente als Spitalskirche für das im 12. Jahrhundert von Beatrix von Clam gestiftete Spital.                                                                                               | BDA-Hist.: Q37856860 Status: § 2a Stand der BDA-Liste: 2025-06-30 Name: Kath. Pfarrkirche Hl. Nikolaus GstNr.: .14 Saint Nicholas Church (Sankt Nikola an der Donau)                        |
| ja    | Datei hochladen | Pfarrhof HERIS-ID: 20914 Objekt-ID: 17221                                                               | St. Nikola 15 Standort KG: St. Nikola an der Donau          | Der Pfarrhof befindet sich westlich der Pfarrkirche auf einem Felsen hoch über der Donau und ist daher seit jeher keiner Hochwassergefahr ausgesetzt. | BDA-Hist.: Q37856876 Status: § 2a Stand der BDA-Liste: 2025-06-30 Name: Pfarrhof GstNr.: .15                                                                                                |
| ja    | Datei hochladen | Bürgerhaus HERIS-ID: 38443 Objekt-ID: 38013                                                             | St. Nikola 19 Standort KG: St. Nikola an der Donau          | Das ehemalige Schiffsmeisterhaus war gleichzeitig auch Poststation und ist mit der Jahreszahl 1420 datiert. | BDA-Hist.: Q37981019 Status: Bescheid Stand der BDA-Liste: 2025-06-30 Name: Bürgerhaus GstNr.: .19                                                                                          |
| ja    | Datei hochladen | Ereignisdenkmal Burg Hausstein HERIS-ID: 20933 Objekt-ID: 17241                                         | St. Nikola Standort KG: St. Nikola an der Donau             | Inschrift oberhalb der Haussteinkapelle zur Erinnerung an die Sprengung der für die Schifffahrt gefährlichen Felsen in der Donau. | BDA-Hist.: Q37857033 Status: § 2a Stand der BDA-Liste: 2025-06-30 Name: Ereignisdenkmal GstNr.: 709/1 Ereignisdenkmal St. Nikola an der Donau                                               |
| ja    | Datei hochladen | Haussteinkapelle HERIS-ID: 20911 Objekt-ID: 17218                                                       | St. Nikola Standort KG: St. Nikola an der Donau             | Die 1868 eingeweihte Kapelle und die oberhalb auf dem Felsen weit sichtbar angebrachte Inschrift erinnern an die Sprengung der Hausstein-Felseninsel zwischen 1853 und 1866 zur Beseitigung der Gefahren im Donauwirbel, die unter der Leitung von Florian von Pasetti durchgeführt wurde. | BDA-Hist.: Q37856830 Status: § 2a Stand der BDA-Liste: 2025-06-30 Name: Haussteinkapelle GstNr.: .165 Haussteinkapelle St. Nikola an der Donau                                              |
| ja    | Datei hochladen | Burgruine Werfenstein HERIS-ID: 20925 Objekt-ID: 17233                                                  | Struden 5 Standort KG: Struden                              | Werfenstein ist eine 1242 erstmals erwähnte Burg, die sich heute in Privatbesitz befindet. In Verbindung mit einer Burganlage auf der Insel Wörth ließ sich die Donau für die Schifffahrt sperren. | BDA-Hist.: Q1014547 Status: Bescheid Stand der BDA-Liste: 2025-06-30 Name: Burgruine Werfenstein GstNr.: 54 Burg Werfenstein                                                                |
| ja    | Datei hochladen | Marktbrunnen HERIS-ID: 20919 Objekt-ID: 17227                                                           | südlich Struden 39 Standort KG: Struden                     | Der Brunnen befindet sich auf dem ehemaligen Marktplatz vor der ehemaligen, heute Wohnzwecken dienenden Kirche des Marktes Struden, der heute ein Ortsteil von St. Nikola ist. | BDA-Hist.: Q37856910 Status: § 2a Stand der BDA-Liste: 2025-06-30 Name: Marktbrunnen GstNr.: 1048/1                                                                                         |
| ja    | Datei hochladen | Bürgerhaus, ehem. kath. Filialkirche hl. Maria/Schifferkirche HERIS-ID: 20923 Objekt-ID: 17231seit 2012 | Struden 39, 40 Standort KG: Struden                         | Die ehemalige Marienkirche in Struden, auch Schifferkirche, im ehemaligen Markt Struden im Strudengau war eine Filialkirche der Pfarrkirche von Sankt Nikola an der Donau. Die kleine gotische Kirche wurde angeblich 1502 (wohl an der Stelle einer Vorgängerkirche) gebaut, 1787 gesperrt und exekriert. Seit der endgültigen Versteigerung im Jahr 1792 befindet sich das für Wohnzwecke umgebaute Gebäude in Privatbesitz. | BDA-Hist.: Q1650403 Status: Bescheid Stand der BDA-Liste: 2025-06-30 Name: Bürgerhaus, ehem. kath. Filialkirche hl. Maria/Schifferkirche GstNr.: .24, .25 Ehemalige Marienkirche in Struden |